# Gabowe Grądy
Gabowe Grądy – wieś w Polsce położona w województwie podlaskim, w powiecie augustowskim, w gminie Augustów.
W latach 1975–1998 miejscowość administracyjnie należała do województwa suwalskiego.
Nazwa wsi wzięła się od słów grąd (czyli piaszczysta wyspa na bagnie) i gabina (czyli inaczej wiąz). Wieś jest właściwie całkowicie zamieszkana przez staroobrzędowców, którzy osiedlili się w tym miejscu w XIX wieku i jest jednym z trzech głównych ich skupisk w Polsce. W 1943 wieś została spalona przez oddziały SS.
Miejscowość jest siedzibą jednej z 4 parafii Wschodniego Kościoła Staroobrzędowego oraz jedynej parafii Staroprawosławnej Cerkwi Staroobrzędowców.

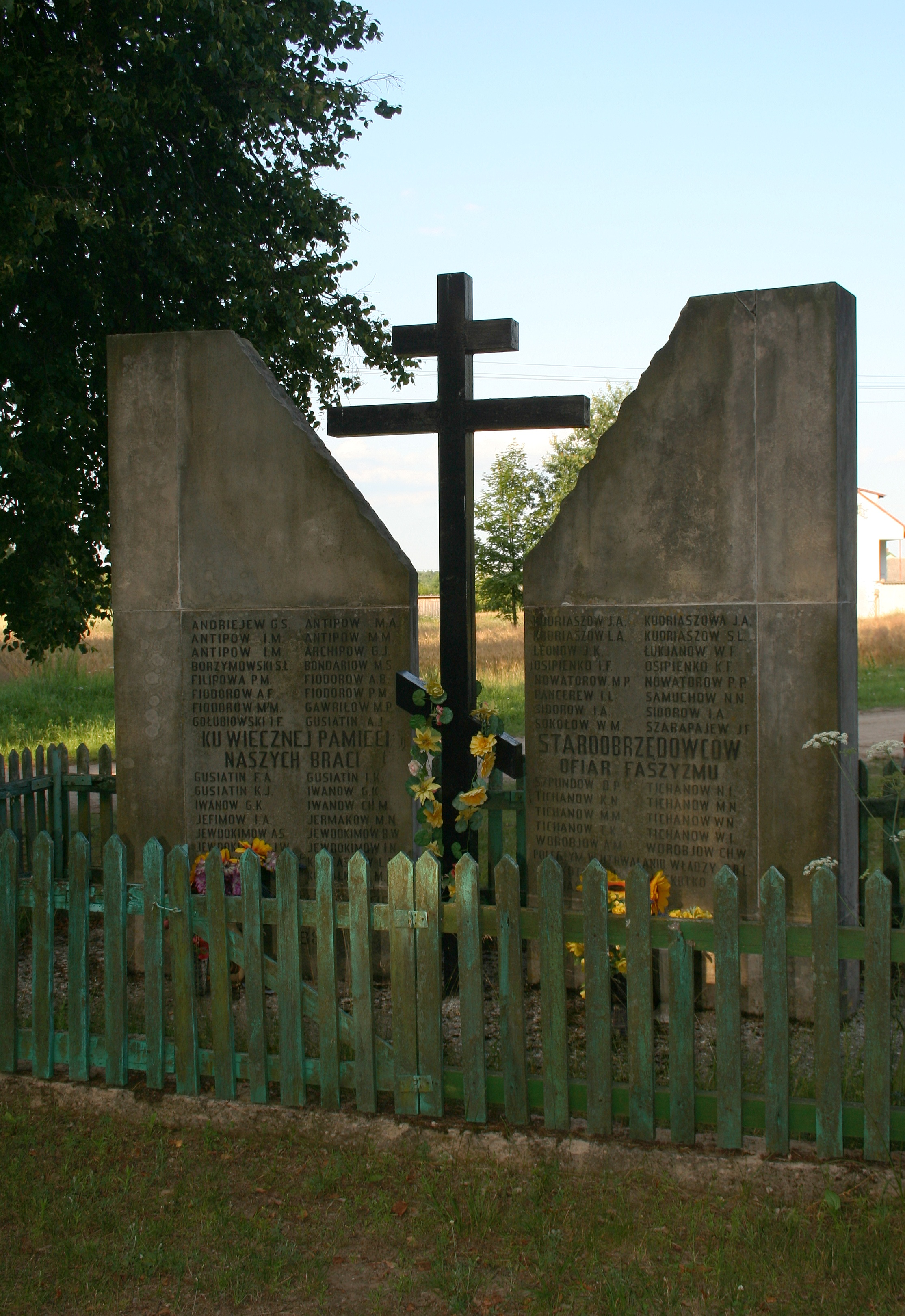
Stojący przed molenną pomnik poświęcony staroobrzędowcom, ofiarom faszyzmu

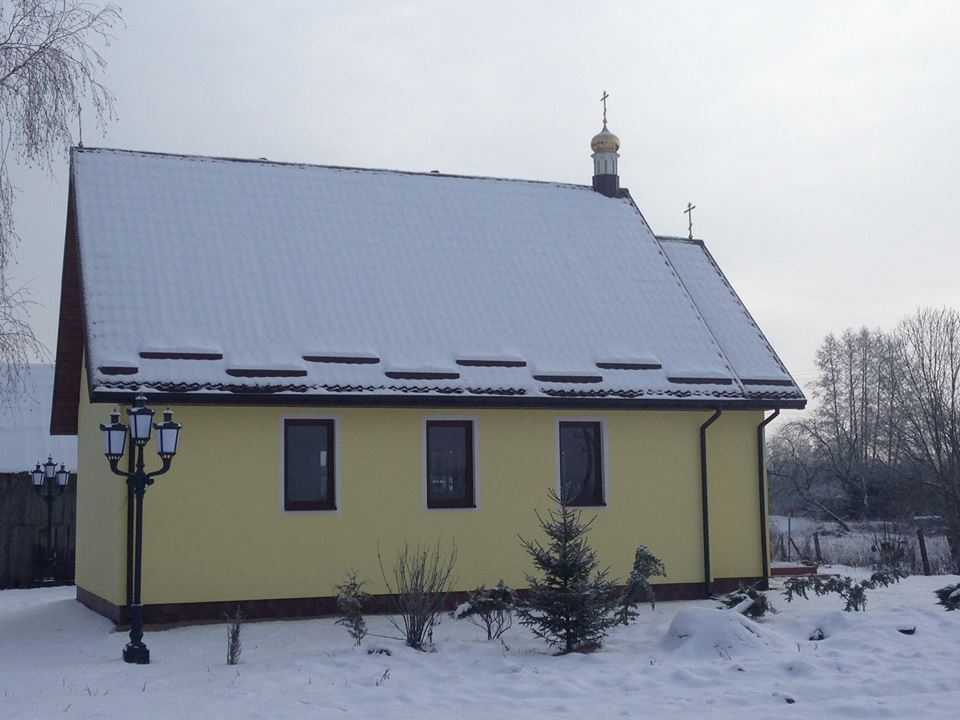
Molenna Św. Mikołaja Cudotwórcy Staroprawosławnej Cerkwi Staroobrzędowców

## Obiekty
- zabytkowa drewniana molenna Zaśnięcia Bogurodzicy Wschodniego Kościoła Staroobrzędowego z 1948, nr rej.: 580 z 10 marca 1989[8],
- murowana molenna Św. Mikołaja Cudotwórcy Staroprawosławnej Cerkwi Staroobrzędowców z 2015-2016
- cmentarz staroobrzędowców,
- szkoła podstawowa z nauczaniem w języku rosyjskim.

W miejscowości działa także składający się ze staroobrzędowców zespół folklorystyczny Riabina.

## Historia
Według Pierwszego Powszechnego Spisu Ludności, przeprowadzonego w 1921 r., miejscowość liczyła 222 mieszkańców (117 kobiet i 105 mężczyzn) zamieszkałych w 41 domostwach. Większość mieszkańców wsi (w liczbie 216 osób) zadeklarowała wyznanie staroobrzędowe; natomiast pozostali (w liczbie 6 osób) podali wyznanie rzymskokatolickie. Pod względem narodowościowym przeważali ci mieszkańcy, którzy zadeklarowali rosyjską przynależność narodową (203 osoby), pozostali w liczbie 19 osób zgłosili polską przynależność narodową. W owym czasie miejscowość nosiła nazwę Grabowy Grąd i znajdowała się w gminie Kolnica.